# 介護労働者の雇用管理の改善等に関する法律
介護労働者の雇用管理の改善等に関する法律（かいごろうどうしゃのこようかんりのかいぜんとうにかんするほうりつ、平成4年5月27日法律第63号）は、介護労働者の雇用管理の改善、能力の開発および向上に関する日本の法律である。
第123回通常国会において、1992年（平成4年）5月20日に全会一致で可決成立。同年5月27日公布、同年7月1日施行。
介護労働者について、その雇用管理の改善、能力の開発および向上等に関する措置を講ずることにより、介護業務に係る労働力の確保に資するとともに、介護労働者の福祉の増進を図ろうとするものである（平成4年7月1日発職第165号）。

## 構成
- 第一章 総則（第1条-第5条）
- 第二章 介護雇用管理改善等計画（第6条・第7条）
- 第三章 介護労働者の雇用管理の改善等
  - 第一節　介護労働者の雇用管理の改善（第8条-第12条）
  - 第二節　職業訓練の実施等（第13条・第14条）
- 第四章 介護労働安定センター（第15条-第30条）
- 第五章 罰則（第31条・第32条）
- 附則

## 目的・定義
この法律は、日本における急速な高齢化の進展等に伴い、介護関係業務に係る労働力への需要が増大していることにかんがみ、介護労働者について、その雇用管理の改善、能力の開発及び向上等に関する措置を講ずることにより、介護関係業務に係る労働力の確保に資するとともに、介護労働者の福祉の増進を図ることを目的とする（第1条）。
この法律において、次の各号に掲げる用語の意義は、以下による（第2条）。 
- 介護関係業務 - 身体上又は精神上の障害があることにより日常生活を営むのに支障がある者に対し、入浴、排せつ、食事等の介護、機能訓練、看護及び療養上の管理その他のその者の能力に応じ自立した日常生活を営むことができるようにするための福祉サービス又は保健医療サービスであって厚生労働省令で定めるものを行う業務をいう。
  - 「厚生労働省令で定めるもの」とは、施行規則第1条1~53号に掲げる、介護保険法・高齢者の医療の確保に関する法律・障害者の日常生活及び社会生活を総合的に支援するための法律・児童福祉法等に基づいて行われる福祉サービス又は保健医療サービスまたはこれらに準ずるサービスである。
- 介護労働者 - 専ら介護関係業務に従事する労働者をいう。
  - 要介護者等に対する福祉サービス又は保健医療サービスに従事する労働者を総称する概念として用いられているものであり、具体的には介護関係業務に従事する医師、歯科医師、看護師、薬剤師、理学療法士、作業療法士、ホームヘルパー、いわゆる家政婦紹介所の行う職業紹介事業に係る家政婦等を便宜上総称するものであること。したがって、この定義によってこれまで福祉及び保健医療の分野において用いられてきた「介護」及び「看護」の各概念の意義に何ら影響を与えるものではないこと（平成12年4月1日職発第169号／能発第72号）。
- 介護事業 - 介護関係業務を行う事業をいう。
- 事業主 - 介護労働者を雇用して介護事業を行う者をいう。
  - 他の事業と兼業する者であっても、介護事業を行う部門における雇用管理の改善等に対する助成等の必要性は専業事業主と変わるものではないことから、介護事業を専ら行う者である必要はなく、他の事業と兼業する者であっても事業主に該当しうるものとしていること。事業主には、会社のほか、社会福祉法人、医療法人、消費生活協同組合、農業協同組合、公益法人、特定非営利活動法人(いわゆるNPO法人)等が該当しうるものであること（平成12年4月1日職発第169号／能発第72号）。
- 職業紹介事業者 - 介護労働者について職業安定法第30条1項の許可を受けて有料の職業紹介事業を行う者をいう。
  - 介護労働者について厚生労働大臣の許可を受けて有料の職業紹介事業を行う者をいうものであり、具体的には、いわゆる家政婦紹介所が該当するものであること（平成12年4月1日職発第169号／能発第72号）。

この法律は、国家公務員及び地方公務員並びに船員職業安定法第6条1項に規定する船員については、適用しない（第5条）。

## 国等の責務
国は、介護労働者の雇用管理の改善の促進、介護労働者の能力の開発及び向上その他の介護労働者の福祉の増進を図るために必要な施策を総合的かつ効果的に推進するように努めるものとする（第4条1項）。地方公共団体は、介護労働者の福祉の増進を図るために必要な施策を推進するように努めるものとする（第4条2項）。

### 介護雇用管理改善等計画
厚生労働大臣は、介護労働者の福祉の増進を図るため、介護労働者の雇用管理の改善、能力の開発及び向上等に関し重要な事項を定めた計画（介護雇用管理改善等計画）を策定するものとする。（第6条1項）。厚生労働大臣は、介護雇用管理改善等計画を策定する場合は、あらかじめ、労働政策審議会の意見を聴くものとする（第6条3項）。現在、令和3年度~令和8年度の6年間を計画期間とする「介護雇用管理改善等計画」（令和3年厚生労働省告示第117号）が告示されている。
介護雇用管理改善等計画に定める事項は、次のとおりとする（第6条2項）。
1. 介護労働者の雇用の動向に関する事項
2. 介護労働者の雇用管理の改善を促進し、並びにその能力の開発及び向上を図るために講じようとする施策の基本となるべき事項
3. 前二号に掲げるもののほか、介護労働者の福祉の増進を図るために講じようとする施策の基本となるべき事項

## 事業主等の責務
事業主は、その雇用する介護労働者について、労働環境の改善、教育訓練の実施、福利厚生の充実その他の雇用管理の改善を図るために必要な措置を講ずることにより、その福祉の増進に努めるものとする（第3条1項）。
- 介護労働者の福祉の増進を図るためには、雇用管理の改善を図るために必要な措置が事業主によって講じられることが不可欠であると考えられることから、事業主は、その雇用する介護労働者について、労働環境の改善、教育訓練の実施、福利厚生の充実その他の雇用管理の改善を図るために必要な措置を講ずることにより、その福祉の増進に努めるものとしていること。なお、社会福祉事業の事業主については、社会福祉法第89条第2項第2号に規定する措置の内容を実施するよう努めなければならないことから、同号に規定する措置とは別に措置を講ずることを義務付けるものではないこと（平成12年4月1日職発第169号／能発第72号）。

職業紹介事業者は、その行う職業紹介事業に係る介護労働者及び介護労働者になろうとする求職者について、これらの者の福祉の増進に資する措置を講ずるように努めるものとする（第3条2項）。
- 職業紹介事業者の行う職業紹介事業に係る介護労働者については、一般に雇用主が個人家庭であり、雇用主の自主的努力に基づき雇用管理を改善する基盤を欠いているため、これらの労働者と現実に密接な関係にある職業紹介事業者に対し責務を課したものであること（平成12年4月1日職発第169号／能発第72号）。

事業主は、介護関係業務に係るサービスで現に提供しているものと異なるものの提供又は介護事業の開始に伴いその雇用する介護労働者の福祉の増進を図るために実施する労働環境の改善、教育訓練の実施、福利厚生の充実その他の雇用管理の改善に関する措置（改善措置）についての計画（改善計画）を作成し、これをその主たる事業所の所在地を管轄する都道府県知事（介護労働安定センター都道府県支部を経由可）に提出して、その改善計画が適当である旨の認定を受けることができる（第8条1項）。
- 介護労働者の雇用管理の改善については、本来、個々の事業主が行うべきものであるが、事業主の努力のみでは進まない面もあることから、本法においては、国が事業主の努力を助成・援助することとしている。しかしながら、こうした助成・援助については、一定の制限があり、極力有効かつ効果的なものに対して行う必要があることから、事業主の作成した改善計画についての認定制度を設けたものであること。介護分野における良好な雇用機会の確保を図る観点から、新たなサービスの提供又は介護事業の開始の場面においては、まさに新たな雇用機会が確保されることに加え、新たな教育訓練の実施、就業規則など雇用管理制度の見直しなどが必要となることが多く、特に費用を要すると考えられるため、その場面において行われる雇用管理の改善に関する措置のみを認定制度の対象とし、当該措置に対して法に基づく助成・援助を重点的に行うこととしたものであること（平成12年4月1日職発第169号／能発第72号）。
- 「介護関係業務に係るサービスで現に提供しているものと異なるものの提供」とは、既に介護事業を行っている事業主が、当該事業主が提供している介護関係業務に係るサービスと実質的に異なる介護関係業務に係るサービスを提供すれば足りるものであること。「介護事業の開始」とは、介護事業を行っていない者が新たに介護事業を開始することをいうものであり、他の事業を行っている者が新たに介護事業を兼業する場合と、そもそも事業を行っていない者が介護事業を創業する場合の双方を含むものであること（平成12年4月1日職発第169号／能発第72号）。

改善計画には、次に掲げる事項を記載しなければならない（第8条2項）。
1. 改善措置の目標
2. 改善措置の内容
3. 改善措置の実施時期

- 改善計画の実施期間については、法令上特段の定めはないが、余りに長期にわたる場合には改善計画の達成見込みの判断が困難となること、法に基づく助成措置においては労働者住宅のような設置又は整備に長期間を要する施設は助成対象としていないことから、1年間を上限とすることが適当と考えられるものであること。なお、介護雇用管理改善事業のうち教育訓練に係る改善計画の実施期間については、当該措置の準備期間を取ることが困難な場合等もあることから、3年間を上限とすることが適当であること（平成12年4月1日職発第169号／能発第72号）。

都道府県知事は、第8条1項の認定の申請があった場合において、その改善計画が、当該事業主が雇用する介護労働者の雇用管理の改善を図るために有効かつ適切なものであることその他の政令で定める基準に該当するものであると認めるときは、その認定をするものとする（第8条3項）。「政令で定める基準」とは次のとおりである（施行令）。
- 改善計画が、当該事業主が雇用する介護労働者の雇用管理の改善を図るために有効かつ適切なものであること。
- 当該事業主が改善計画を達成する見込みが確実であること。

## 介護労働安定センター
厚生労働大臣は、介護労働者の福祉の増進を図ることを目的とする一般社団法人又は一般財団法人であって、第17条に規定する業務に関し次に掲げる基準に適合すると認められるものを、その申請により、全国に一を限って、同条に規定する業務を行う者（介護労働安定センター）として指定することができる（第15条）。法施行時より現在に至るまで東京都荒川区の「公益財団法人介護労働安定センター」（Care Work Foundation（CWF））が指定を受けていて、CWFは全都道府県に支部を設けている。
1. 職員、業務の方法その他の事項についての業務の実施に関する計画が適正なものであり、かつ、その計画を確実に遂行するに足りる経理的及び技術的な基礎を有すると認められること。
2. 前号に定めるもののほか、業務の運営が適正かつ確実に行われ、介護労働者の福祉の増進に資すると認められること。

- 日本における急速な高齢化の進展等に伴う介護労働力への需要の増大に対処するため、介護労働者の雇用管理の改善、能力の開発及び向上その他の介護労働者の福祉の増進を図ることが必要となっている。このため、事業主に対する相談・援助、給付金の支給、介護労働者に対する教育訓練、職業紹介事業者等に関する情報の提供等の業務を行う必要があるが、これらの業務については、雇用管理の改善は本来企業経営や労使関係に直接関わる問題であること、介護関係業務が直接人の生命・身体を扱うという性質上専門的な知識を持った者が行う必要があること等から、国が直接行うよりはむしろ介護労働者の雇用管理の改善等に関する専門的知識・経験を持った民間団体により専門的、弾力的にきめ細かく対応していくことが適当であると考えられるため、そのような団体に相談その他の援助、給付金の支給等の業務を行わせることとしたものであること（平成12年4月1日職発第169号／能発第72号）。

介護労働安定センターは、次に掲げる業務を行うものとする（第17条）。
1. 介護労働者の雇用及び福祉に関する情報及び資料を総合的に収集し、並びに事業主、職業紹介事業者その他の関係者に対して提供すること。
2. 職業紹介事業者の行う職業紹介事業に係る介護労働者に対して、その者が賃金の支払を受けることが困難となった場合の保護その他のその職業生活の安定を図るために必要な援助を行うこと。
3. 第18条1項に規定する業務（雇用安定事業・能力開発事業の一部）を行うこと。
4. 前三号に掲げるもののほか、介護労働者の福祉の増進を図るために必要な業務を行うこと

- 介護労働安定センターには、給付金関係業務等を通じて介護分野の事業主の労働需要に関する情報が集積されることとなるので、事業主の了解を得た上で職業安定機関に当該情報を提供し、職業安定機関における求人開拓に活用すること等が可能となる。また、職業安定機関は、求人開拓等を通じて介護分野の事業主であって給付金を活用できると思われるものを把握することもあるので、事業主に対して周知等を積極的に行うほか、介護労働安定センター都道府県支部への相談を勧奨すること等が可能となる。このため、職業安定機関と介護労働安定センター都道府県支部との間で実効ある連携を図ること（平成12年4月1日職発第169号／能発第72号）。

介護労働安定センターの役員の選任及び解任は、厚生労働大臣の認可を受けなければ、その効力を生じない（第25条1項）。給付金業務に従事する介護労働安定センターの役員及び職員は、刑法その他の罰則の適用については、法令により公務に従事する職員とみなす（第26条）。厚生労働大臣は、第17条に規定する業務の適正な運営を確保するために必要な限度において、介護労働安定センターに対し、同条に規定する業務若しくは資産の状況に関し必要な報告をさせ、又は所属の職員に、介護労働安定センターの事務所に立ち入り、業務の状況若しくは帳簿、書類その他の物件を検査させることができ（第27条1項）、この立入検査の権限は、犯罪捜査のために認められたものと解釈してはならない（第27条3項）。